# Maria Salviati
Maria Salviati (Florença, 17 de julho de 1499 – Florença, 12 de dezembro de 1543) foi a esposa de João de Médici, patriarca da Família Médici, e mãe Cosme I de Médici, Grão-Duque da Toscana.

## Família
Maria Salviati nasceu em Florença em 1499. Ela descendia das duas famílias bancárias mais poderosas de Florença: a família Salviati por via paterna e a família Médici pelo lado materno. O avô materno de Maria era Lourenço, o Magnífico, um conhecido político e neto de Cosme de Médici, o Velho.

## Vida
Após o assassinato de Alexandre de Médici em 1537, Maria usou de suas importantes conexões políticas para se envolver nas discussões para decidir quem herdaria o título de Duque de Florença. Tendo desempenhado um papel fundamental para que o escolhido fosse o seu filho, Cosme I de Médici.

## Descendentes

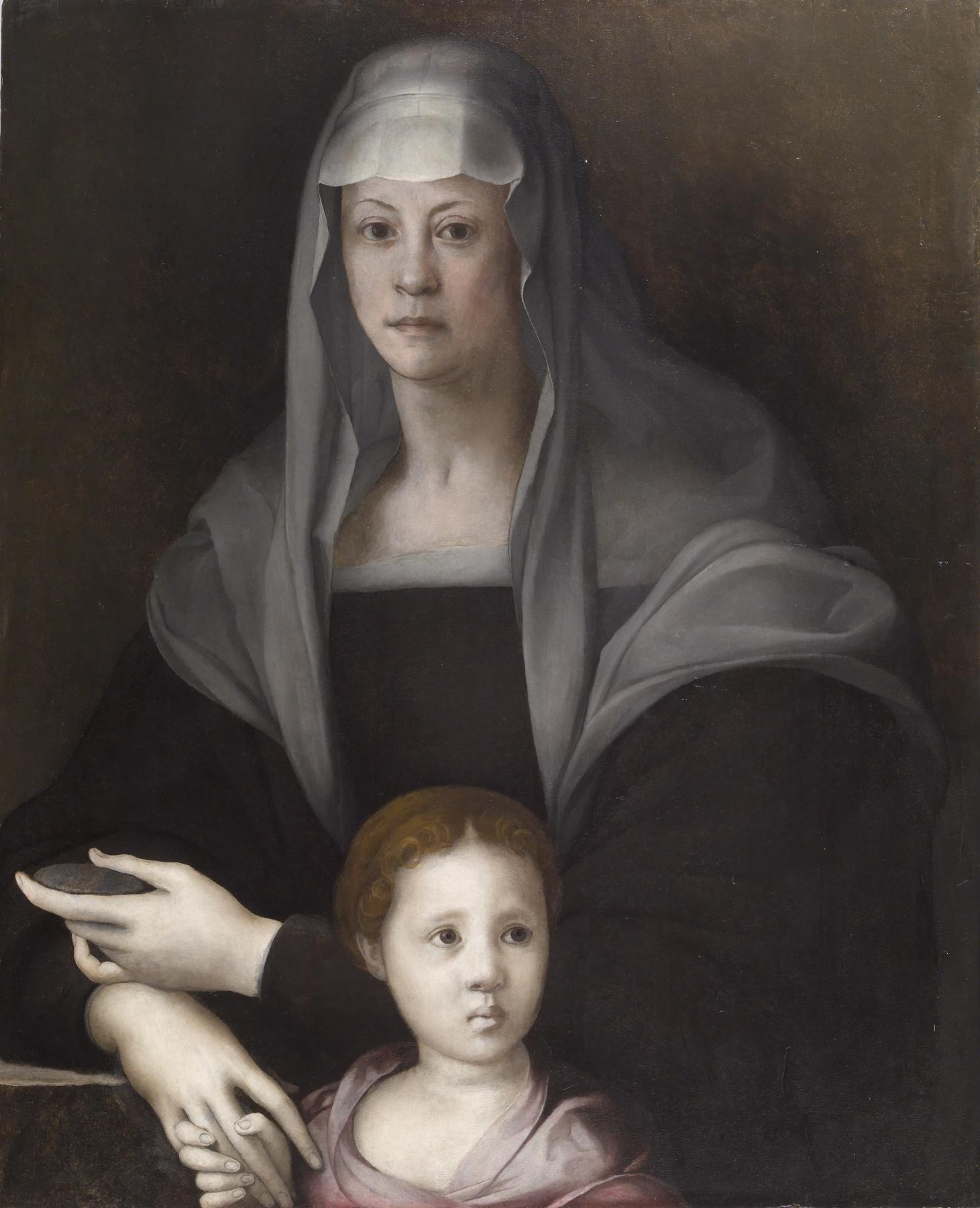
Maria Salviati com uma criança (possivelmente seu filho Cosme ou sua sobrinha Júlia), c. 1537 por Pontormo.

Os descendentes de Maria Salviati sentaram-se nos mais importantes trono da Europa. Seu neto Francisco I de Médici se casou com Joana de Áustria; eles eram os pais de Leonor de Médici, que se casou com Vicente I Gonzaga e foi a mãe de Francisco IV Gonzaga, e de Maria de Médici, que se casou com o rei Henrique IV da França e foi mãe de Luís XIII de França e Henriqueta Maria da França, esposa de Carlos I de Inglaterra. Luís XIII foi o pai de Luís XIV de França e, Henriqueta Maria foi a mãe dos reis Carlos II de Inglaterra e Jaime II da Inglaterra.

## Genealogia
| Maria Salviati | Pai: Jacopo Salviati    | Avô paterno: Giovanni Salviati  | Bisavô paterno: Alemanno Salviati        |
| Maria Salviati | Pai: Jacopo Salviati    | Avô paterno: Giovanni Salviati  | Bisavó paterna: Catarina de Médici       |
| Maria Salviati | Pai: Jacopo Salviati    | Avó paterna: Elena Gondi        | Bisavô paterno: Simeon Gondi             |
| Maria Salviati | Pai: Jacopo Salviati    | Avó paterna: Elena Gondi        | Bisavó paterna: Maria Buondelmonti       |
| Maria Salviati | Mãe: Lucrécia de Médici | Avô materno: Lourenço de Médici | Bisavô materno: Pedro de Cosme de Médici |
| Maria Salviati | Mãe: Lucrécia de Médici | Avô materno: Lourenço de Médici | Bisavó materna: Lucrécia Tornabuoni      |
| Maria Salviati | Mãe: Lucrécia de Médici | Avó materna: Clarice Orsini     | Bisavô materno: Jacopo Orsini            |
| Maria Salviati | Mãe: Lucrécia de Médici | Avó materna: Clarice Orsini     | Bisavó materna: Madalena Orsini          |